# Zhang Liangliang
Zhang Liangliang (張亮亮S, Zhāng LiàngliàngP; 1º ottobre 1982) è uno schermidore cinese, specialista del fioretto.

## Palmarès
In carriera ha conseguito i seguenti risultati:
- Mondiali di scherma

Lipsia 2005: argento nel fioretto individuale.
Parigi 2010: oro nel fioretto a squadre.
Catania 2011: oro nel fioretto a squadre.